# Bassano Romano
Bassano Romano ist eine italienische Gemeinde in der Provinz Viterbo in der Region Latium mit 4629 Einwohnern (Stand 31. Dezember 2023). Sie liegt 72 Kilometer nordwestlich von Rom.

## Geographie
Bassano Romano liegt in den Monti Sabatini zwischen dem Braccianosee und dem Vicosee.

## Geschichte
Der zu unbekannter Zeit im Hochmittelalter gegründete Ort wurde als feudus Bassani nach einigen Besitzerwechseln im Jahre 1428 den Grafen von Anguillara übertragen. Nach einem kurzzeitigen Verlust von 1490 kauften ihn die Orsini-Anguillara schon 1492 zurück. Im Juni 1595 erwarb ihn die genuesische Familie Giustiniani für 55.000 Scudi und baute den großen Ortspalast aus. Papst Paul V. (1605–1621) erhob Vincenzo Giustiniani (1564–1637) 1605 zum Marchese von Bassano, Papst Innozenz X. (1644–1655) dessen Neffen Andrea († 1667) am 21. November 1644 zum Fürsten, weil dieser eine Nichte des Papstes geheiratet hatte. Im Jahre 1854 kauften die Fürsten Odescalchi für 150.000 Scudi den Baronalpalast, der während des Zweiten Weltkriegs im Herbst 1944 zeitweise von deutschen Truppen okkupiert wurde. Der bis dahin Bassano di Sutri heißende Ort wurde 1964 in Bassano Romano umbenannt.

## Sehenswürdigkeiten
- Palazzo Giustiniani-Odescalchi im Ortszentrum. Seit 2003 in Staatsbesitz ist das Gebäude noch nicht vollständig restauriert worden. Der kompakte, besonders von Vincenzo Giustiniani ab 1605 betriebene Bau ist vor der Hauptfassade mit vier römischen Büsten auf hohen Basen geschmückt. Das Innere zeichnet sich durch bemerkenswerte Fresken in den Räumen des Repräsentationsgeschosses und der offenen Loggia aus, die von wichtigen Künstlern, darunter Domenichino, geschaffen wurden. Hervorzuheben sind vier Jahreszeitenräume mit einer Vedute von Bassano, der Saal des Parnassos mit Veduten von Genua und Chios, das Zimmer der Diana mit Szenen aus deren Mythologie, die große Galerie mit Deckengemälde des Sturzes von Phaethon im Beisein der antiken Götterwelt und der Saal des Ewigen Glücks mit Deckenfresko dieses Themas und Stuckdekoration. Der über eine Brücke zu erreichende einstige Garten von über 20 Hektar harrt noch einer vollständigen Wiederherstellung. In dessen Mitte steht ein Casino für die Jagd, genannt Rocca, mit einst fünf kleinen Türmen entsprechend dem Giustiniani-Wappen, von denen nur der mittlere erhalten blieb.
- Pfarrkirche Santa Maria Assunta direkt neben dem Palast in der ab 1703 barockisierten Fassung mit ansehnlicher Zweiturmfassade, einheitlich barockem dreischiffigem Innenraum, Querschiff und Gemäldeausstattung der Renovierungszeit sowie gemaltem Hauptaltar mit Himmelfahrt Mariens aus dem 20. Jahrhundert.
- Kirche Santa Maria della Pietà am Ostende der entsprechenden Straße, unter Andrea Giustiniani erbaut, mit einschiffigem Innenraum; Hauptaltar mit Gemälde der Kirchenpatronin und Deckenfresko der Aufnahme des heiligen Filippo Neri in den Himmel, begleitet von Odescalchi-Wappen.
- Oratorio della Santissima Trinità mit einschiffigem Innenraum und barockem Hauptaltar mit Fresko der Himmelfahrt Mariens sowie beidseitig bemalter Standarte von 1683.
- Kirche San Gratiliano im Norden Bassanos von 1546 mit Freskenzyklus im Volksstil aus der Geschichte des Titelheiligen.
- Kirche Santa Maria dei Monti von 1749 beim Südwestende des Giustiniani-Parks mit Personenfresken und einer Madonna mit Kind.
- Kirche San Vincenzo Martire nordwestlich des Ortszentrums, prachtvolles Beispiel der Hochbarockarchitektur mit markanter Zweiturmfassade. Geweiht durch Papst Innozenz X. bei seinem Besuch Bassanos 1646, diente sie als Mausoleum der Giustiniani von Bassano. Im Innenraum mit Seitenkapellen, Querschiff und Kuppel steht in der Sakristeikapelle eine Marmorstatue des kreuzhaltenden Christus, die nach neuerer Forschung die Erstfassung des Auferstandenen Christus von Michelangelo Buonarotti sein soll. Die zweite Fassung befindet sich in der Kirche Santa Maria sopra Minerva in Rom. Das die Kirche umgebende Kloster der Silvestrini-Benediktiner stammt erst aus den 1950er Jahren.

## Bevölkerung
| Jahr | Bevölkerung |
| ---- | ----------- |
| 1871 | 1953        |
| 1901 | 2512        |
| 1921 | 2761        |
| 1951 | 3399        |
| 1971 | 3222        |
| 1991 | 3786        |
| 2001 | 4277        |

## Politik
Am 15. Mai 2011 wurde Angela Bettucci (Lista Civica Uniti per Cambiare) zur Bürgermeisterin gewählt. Ihrer Liste gehören acht der zwölf Gemeinderäte an.

### Partnerstädte
- Agios Minas auf Chios[3]

## Mit Bassano verbundene Personen
Kardinal Benedetto Giustiniani (1554–1621), älterer Bruder des ersten Marchese Vincenzo, 1587 Kardinaldiakon von San Giorgio in Velabro, 1591 Kardinalpriester von San Marcello, 1612 Kardinalbischof von Palestrina und 1620 als Bischof von Porto und Santa Rufina Vizedekan des Kardinalskollegiums.